# Leuciris mysteriotis
Leuciris mysteriotis là một loài bướm đêm trong họ Geometridae.